# 山上万恵美
山上 万恵美（やまかみ まえみ、1965年4月10日 - ）は、元テレビキャスター。長野県長野市出身。血液型はA型。

## 経歴
東京女子大学文理学部卒。一橋大学大学院法学研究科修士課程修了。知人に勧められて、テレビ朝日『ニュースステーション』のキャスター公募に応募、後にCNNデイウォッチのプロデューサーに見出されて、テレビ朝日の契約キャスターとなる。テレビ朝日ではおはよう!CNNのメインキャスターを担当中の1989年11月10日（日本時間）、ベルリンの壁崩壊を偶然にも日本で最初に放送した。その後夕方の時間帯に異動し、600ステーションのキャスターなどを担当した。また、1990年から日本評論社発行の月刊経済誌経済セミナーのインタビュアーとして、大場智満元大蔵財務官などとの対談記事を掲載した。

## 主な担当番組
- 下記の各番組は、いずれもテレビ朝日系列にて放送。

| 期間       | 期間      | 番組名                      | 役職                     |
| ---------- | --------- | --------------------------- | ------------------------ |
| 1984年4月  | 1985年9月 | おはよう!CNN                | メインキャスター         |
| 1985年10月 | 1989年9月 | CNNデイウォッチ             | キャスター               |
| 1989年10月 | 1990年3月 | CNNモーニング               | 水・金曜日サブキャスター |
| 1989年10月 | 1990年3月 | CNNモーニングEnglish Shower | 水・金曜日サブキャスター |
| 1990年10月 | 1991年3月 | 600ステーション             | メインキャスター         |
| 1991年4月  | 1992年3月 | ステーションEYE             | メインキャスター         |
| 1992年4月  | 1992年9月 | ANNニュースライナー         | 週末担当キャスター       |